# Carolina Thiele

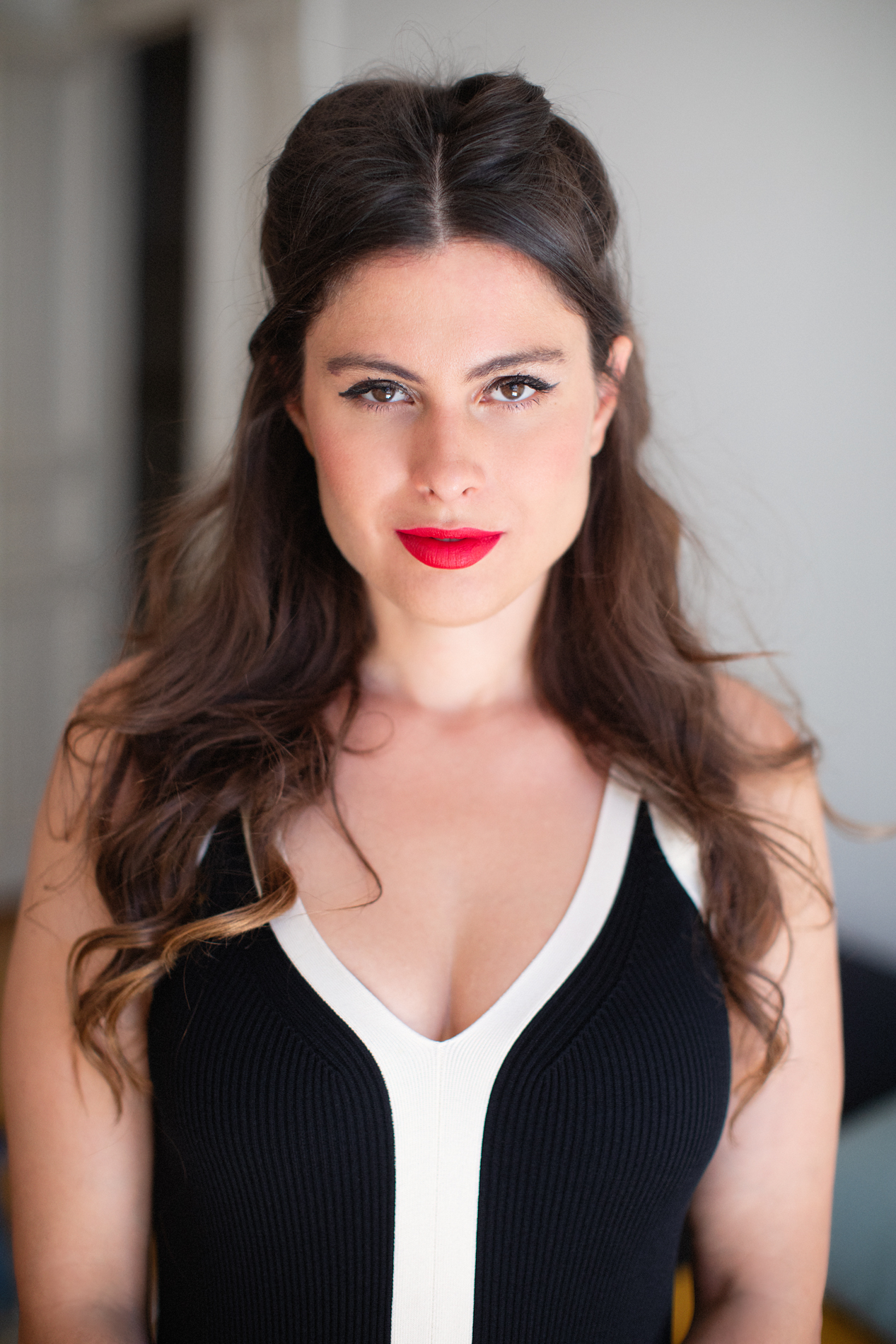
Carolina Thiele

Carolina Thiele (* 12. Dezember 1987 in München) ist eine deutsche Schauspielerin und Model, Produzentin und Gründerin der Filmproduktion Lozen Films UG mit Sitz in Berlin-Kreuzberg.

## Leben
Carolina Thiele wuchs in Puchheim als Tochter eines Niederbayern und einer Brasilianerin auf. Sie lebt und arbeitet in Berlin.
Sie studierte Schauspiel an der staatlichen Universität Casa das Artes de Laranjeiras in Rio de Janeiro und der München Film Akademie.
Carolina Thiele war in diversen Musikvideos, Kurzfilmen sowie Independent-Filmen zu sehen, bevor sie im Jahr 2012 ihre erste Fernsehrolle in Aktenzeichen XY spielte. Es folgten Rollen in anderen TV-Shows, bis sie 2014 ihre erste Episodenhauptrolle als Ronja Burmester, die Serienfreundin von Tilo Prückner in der ARD-Serie Ein Fall von Liebe, spielte. 2015 besetzte man sie im Tatort: Frohe Ostern, Falke in einer kleinen Nebenrolle und im selben Jahr spielte die Schauspielerin unter der Regie von Achim Bornhak in dem Fernsehfilm Shakespeares letzte Runde mit. Seit 2019 spielt sie die wiederkehrende Rolle der Raffaela in dem ZDF-Format SOKO Potsdam.
Nebenher arbeitete Carolina Thiele von 2009 bis 2014 als Model und war für Kunden und Kampagnen wie C&A, Triumph International, Dorina, Charles Vögele Gruppe und K&L Ruppert beschäftigt.
Seit 2016 wirkt Carolina Thiele auch als Produzentin, wie in dem Kurzfilm (Le)Rebound, wo sie auch die Hauptrolle spielte. Der Film hatte auf dem Aspen Shortsfestival in Colorado Premiere. (Le)Rebound gewann einen Preis auf dem Woodstock Film Festival und wurde für den Achtung Berlin – New Berlin Film Award ausgewählt.
2018 koproduzierte sie den Dokumentarfilm Sound of Berlin für Apple (USA) und führte auch als Erzählerin und Interviewerin durch die Doku.
Anfang 2019 gründete Carolina Thiele gemeinsam mit Janina Müller die Filmproduktion Lozen Films UG, die Formate mit weiblichen Charakteren entwickelt und das Ziel hat, überwiegend Frauen in ihren Teams zu beschäftigen, um auch anderen weiblichen Kreativen den Weg in die Filmbranche zu ebnen.

## Filmografie
- 2011: Kunstspiel (Kurzfilm)
- 2014: Ein Fall von Liebe – Das Luder, Schauspielerin
- 2015: Tatort: Frohe Ostern, Falke (Regie: Thomas Stiller), Schauspielerin
- 2016: Der König von Berlin (Regie: Lars Kraume), Schauspielerin[19]
- 2016: Shakespeares letzte Runde (Regie: Achim Bornhak), Schauspielerin
- 2016: Mercedes-Benz – Welcome to Farewell (Regie: Specter), Schauspielerin
- 2016: (le) Rebound (Regie: Laura Beckner), Produzentin & Schauspielerin
- 2018: Sound of Berlin (Regie: Christoph Linn), Co-Produzentin und Interviewerin
- 2019, 2021: SOKO Potsdam – Verlorene Söhne, Tag X[20], Schauspielerin